# 天草崩れ
天草崩れ（あまくさくずれ）は、江戸時代後期、肥後国天草郡で隠れキリシタンが検挙された事件。大勢のキリシタンの存在が1つの地方で発覚する崩れと呼ばれる出来事の1つで、同地の住人が「異宗」を信仰していることが確認されたというものである。

## 天草のキリシタン
天草地方では、島原の乱後、幕府は絵踏・宗門改めを強化してキリシタン宗徒を摘発し、禅僧・鈴木正三らを派遣して仏教の伝道を強化。天草郡内に寺社領300石を配分して寺社を建立し、キリシタン根絶をはかった。天草の住民はそれぞれ禅宗17寺・真言宗1寺・浄土真宗17寺の信者・門徒となり、寺請された。しかし、下島の一部にキリシタンが潜伏し、1718年（享保3年）ごろに幕府側がこれを察知し、監視していた。
島原半島、天草諸島では島原の乱後に人口が激減したため、幕府は各藩に天草・島原への大規模な農民移住を命じていた。1643年には5000人程度だった天草諸島の人口は1659年（万治2年）には16000人に増加した。キリシタン取り調べ時の1805年には12万人、1829年には14万人に増加していた。
天明3年（1783年）以来、天領の天草は島原藩が預地として統治していた。事件の吟味を担当した島原藩は、天草に怪しげな宗教活動が存在していることは事前に察知しており、崩れの数年前から「異宗」の探索を内密に進めており、それは「切支丹宗門ニ附申渡」という触が天草に発布された寛政11年（1799年）前後のことと推測されている。

## キリシタンの発覚
1805年（文化2年）3月に大江村、﨑津村、今富村、高浜村（天草下島西目筋の村々）に対して検挙がおこなわれ、5200人にキリシタンの嫌疑がかけられたが、村民はキリシタンであることを否定した。
村社会の中でキリシタン探索を主導したのは今富村（天草市河浦町）の庄屋・上田演五右衛門（うえだ えんごえもん）であった。享和元年（1801年）、今富村の庄屋・大崎吉五郎が死亡した後、同年9月に演五右衛門の実兄で高浜村の庄屋を務める上田宜珍（うえだ ぎちん）が今富村の庄屋を兼帯し、演五右衛門が今富村の庄屋に就任したのは翌2年12月だった。これまで今富村の庄屋は大崎氏が務めていたが、吉五郎の子・幾太郎がまだ幼少だったため演五右衛門が庄屋となった。しかし、この庄屋交代は「異宗」の探索を進めようとする島原藩の意向によるもので、演五右衛門は村内を探索してその結果を詳しく島原藩に報告した。
同時期に、長崎奉行から長崎町年行事の末次忠助を通じて島原藩用達商人・島原屋早太（はやた）に問い合わせがあったようだという噂がもたらされたことで、奉行の肥田頼常と成瀬正定が天草の「異宗」について興味を示していることを島原藩は知る。奉行の方から「異宗」問題を指摘され、仕置不行届をとがめられる前に、島原藩は文化元年（1804年）10月に天草の「異宗」の存在を認めて、今後の吟味方針について幕府に伺いを立てている。

## 信徒の吟味
各村での村民の中の信徒の割合は、大江村・崎津村・今富村では約5-7割、高浜村では一部落のみであった。
吟味の場は崎津諏訪神社（現・天草市河浦町）で、調書には、この神社で信者が「あんめんりゆす（アーメン デウス）」と唱えていたという証言が記されている。島原藩が吟味を進める際にもっとも留意したのは、一揆を誘発してはならないということであった。島原藩の幕府への伺書で、吟味を進めた場合の「異宗」信仰者の行動として
1. 逃散する
2. 頭取のみ逃散
3. 徒党を組む
4. 「異宗」を否定する
5. 従順に吟味を受け入れる

という5つの場合を想定し、信仰者が吟味を受け入れる場合は寛大に対応するが、そうでなければ強硬に対処しようという方針を示した。さらに「異宗」吟味中の文化2年5月に島原藩は、島原の乱は百姓の経営難儀に起因するという認識から、天草の減免を願い出ている。天草では18世紀後期以降、「百姓相続方仕法」という徳政令をめぐる運動が断続的に展開していた。吟味の対象となった四ヵ村を含む地域で、百姓相続方仕法をめぐる運動が展開しており、「異宗」を基盤として一揆が起こることを恐れた藩は、文化2年3月以降、庄屋や大庄屋を通じて丁寧に百姓に利害を説きながら吟味を進めた。
摘発された村民たちは、宗教活動の存在を認め、「異物（異仏）」の他、寛永通宝のような貨幣、刀の目貫、鏡も信仰用具として提出した。しかし、今富村では村民の多くの檀那寺である大江村江月院に「異仏」を提出した者の名前を明らかにしないことを取りなしてくれるよう申し出て、庄屋・大庄屋を通じて島原藩に穏便な吟味を願い出ている。
信徒たちは、自分たちの宗教はあくまでも「切支丹」ではなく先祖代々申し伝えられてきた「異宗」または「異法」であると主張した。「今富村百姓糺方日記」によれば、彼らが拝むのは、太陽神であり「作神」である「ていうす様」で、「ていうす（＝デウス）様と申すは日天と存じ奉り、毎朝天を拝み申し候」と証言し、いかなる宗教なのか判然としない呪文のような祈り文句を唱えている。高浜村の百姓・伝平の後家たつやその他3人の者の口上書では、寺の檀家となる他に「マルヤ」という先祖伝来の仏様も拝んできたが、招福除災・無病息災・豊作満足、死後は親子兄弟一緒に安楽な来世を送れるという、御利益や来世の救済を得られると聞かされてきたこと、「マルヤ様」を拝むときにはただアンメンジンスと唱えるだけだったと証言している。しかし、マルヤを拝んでも不幸せになり、それは異仏（キリシタン仏）を信仰したための罰ではないかと考え、5年ほど前から異法（キリシタン）はやめたとも証言している。ジョアン七兵衛の口上書では、「アンメンゼンス丸ヤさま」と唱えれば博打に勝つと教えられ、少しは勝ったがその後あまりいいことがなかったので自然にやめてしまったとある。
「異宗」信仰者は宗教上問題があるとは気づかず先祖伝来の習俗であったために信仰していたと島原藩への願書に記し、相互監視を強めて心得違いが起きないよう慎むので容赦していただきたい、と述べている。

## 事件の決着
摘発があった翌3年（1806年）の8月、幕府側は、彼らは「異宗信仰者」であって「切支丹」ではなく、「宗門心得違い」であると認定した。最終的に、被疑者に対して、改めて踏み絵をさせた上で「異宗」回心の誓約に押印させることで赦免した。この措置は、「事件の拡大回避」や「反発による一揆への警戒」「対応遅延の隠蔽」、または当時の奇怪な魔力を持つ怪しげなイメージになっていたキリシタン像と体制に従順な潜伏キリシタンたちの姿が乖離していたことから、彼らの信仰を幕藩制国家の異端としてのキリシタンではなく幕藩制秩序を従来通り維持するために「異宗」として位置づけたことなどが理由とされる。
事件後、「異宗」を改宗して許された者は「異宗回心者」と呼ばれた。彼らの中には、明治時代に教会の指導のもとにキリスト教徒になった者も少なくなかった。

## 天草の潜伏キリシタンの組織
大江村と今富村の吟味調書には、彼ら信徒の組織には上組・下組という2つの組織があったという証言がある。上組・下組の暦法に若干の違いがある一方で、大江村・今富村の上組、大江村・今富村の下組の暦法が、それぞれほぼ同じであることが天草崩れの吟味調書に記されている。このことから、上組・下組は複数の村に存在していたが、これは村ごとに独立した上組・下組があったのではなく、上組と下組それぞれがいくつもの村にまたがる組織であったと考えられている。ただし、崎津村と高浜村の組織については史料が存在せず、また上組・下組がどのようにして区分けされたのか、なぜ暦法がそれぞれで違うのかということも史料が無いため、詳細は不明である。
組織の内実は不明であるものの、他の地域の潜伏キリシタンたちと同様、天草にも信仰共同体としての組織が存在していたことは確かで、その組織の存在が長期にキリシタンたちが集団的に潜伏することを可能とする条件になっていた。

## 天草住民の牛肉食
天草の「異宗」吟味に踏み切るきっかけとなったのは、享和3年（1803年）末に起こった2件の牛の屠畜事件で、今富村の虎右衛門・伊八・広蔵・彦七・太平次が吟味の際に詳しく取り調べられている。吟味の際に、信徒たちは「異宗」の祭礼で四足または二足の動物の肉を用いると答えており、その肉には牛肉か入手できなければ魚肉を使っていたという。
天草崩れの7年後の文化9年（1812年）にも、牛肉食をしたとして「異宗回心者」の高浜村の重作が吟味を受けている。庄屋・大庄屋による取り調べでは「異宗」との関係が疑われたが、そうなると信徒が改心したことで消滅したはずの「異宗」がまだ存在していることになり、再吟味を始めなければならなくなる。そのため、牛肉食は現代でいうところのハンセン病治療のための「薬喰（くすりぐい）」だったとして「異宗」とは無関係と島原藩に報告している。

## 今富村村方騒動
天草崩れの6年後の文化8年（1811年）5月21日と翌9年5月に、今富村で「合足組（がっそくぐみ）」と呼ばれる集団が庄屋・上田演五右衛門の免職を要求する訴状を富岡代官所に出勤中の大庄屋に提出した。同11年（1814年）5月9日付で「合足組」と庄屋側は和解し組は解散するが、これは上田演五右衛門が庄屋を辞任するという条件付であった。
この「合足組」は天草崩れの「異宗回心者」が中心になって編成されていた。演五右衛門は島原藩の意向を受けて「異宗」探索のために動いていたため、「合足組」の目的は天草崩れの報復にあると演五右衛門は見たようであった。
しかし、実際には「合足組」は「異宗回心者」以外の者も参加していた。大橋幸泰の研究では、文化9年5月に作成された20ヵ条の庄屋非法の糾弾書に書かれたように演五右衛門の村政変革のため村民の負担が大きくなり村全体が難渋するようになったことや、下層農民の暮らしが不安定になっていることが、異宗回心者もそうで無い者も庄屋糾弾に加わった理由ではないかとしている。